# Mnium hornum
Mnium hornum là một loài Rêu trong họ Mniaceae. Loài này được Hedw. mô tả khoa học đầu tiên năm 1801.

## Hình ảnh

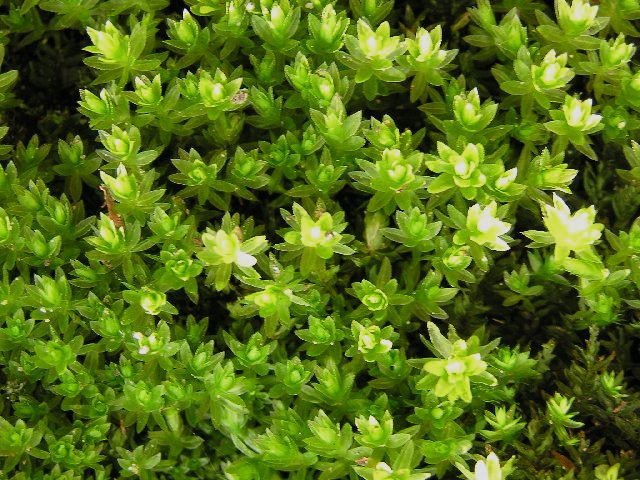
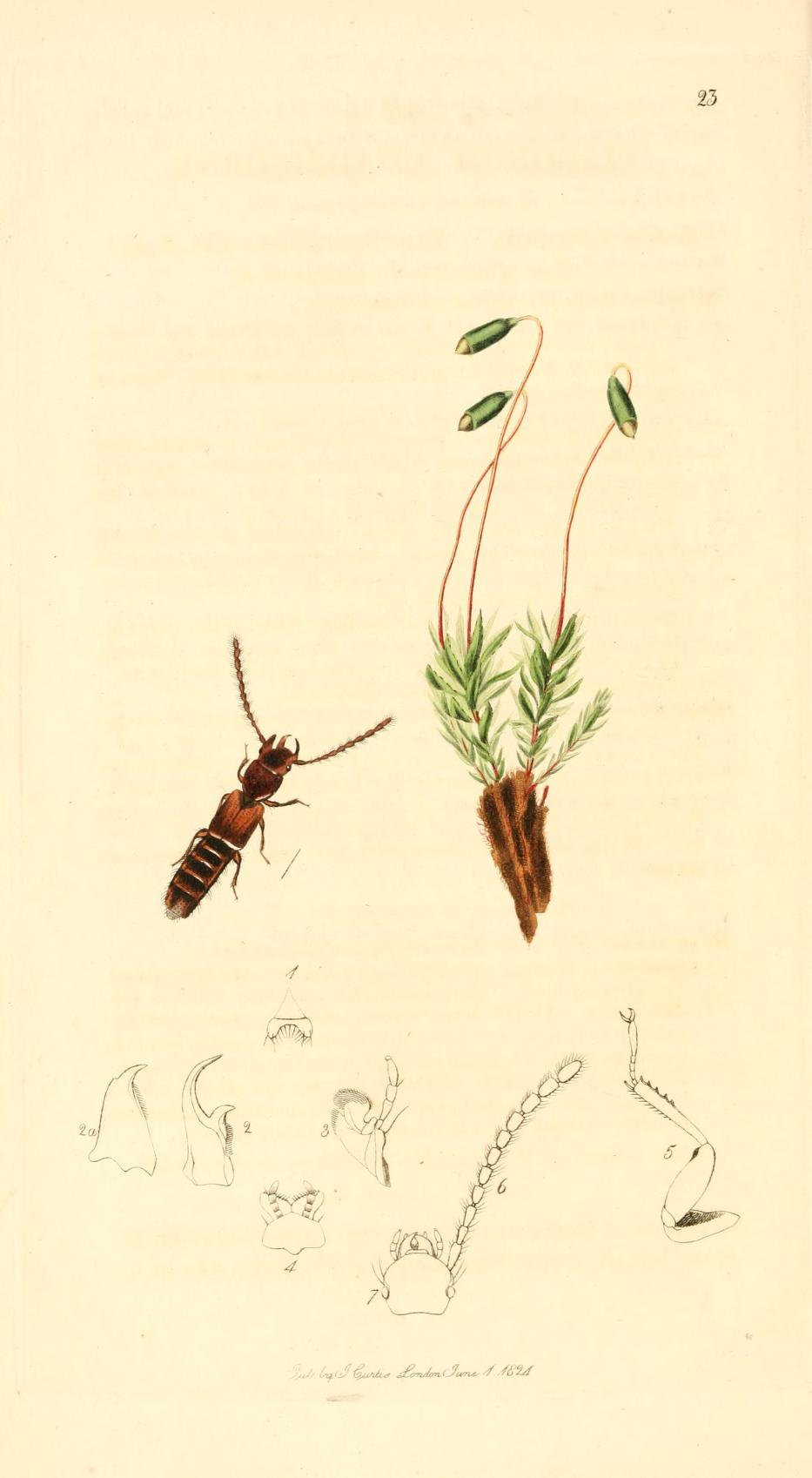
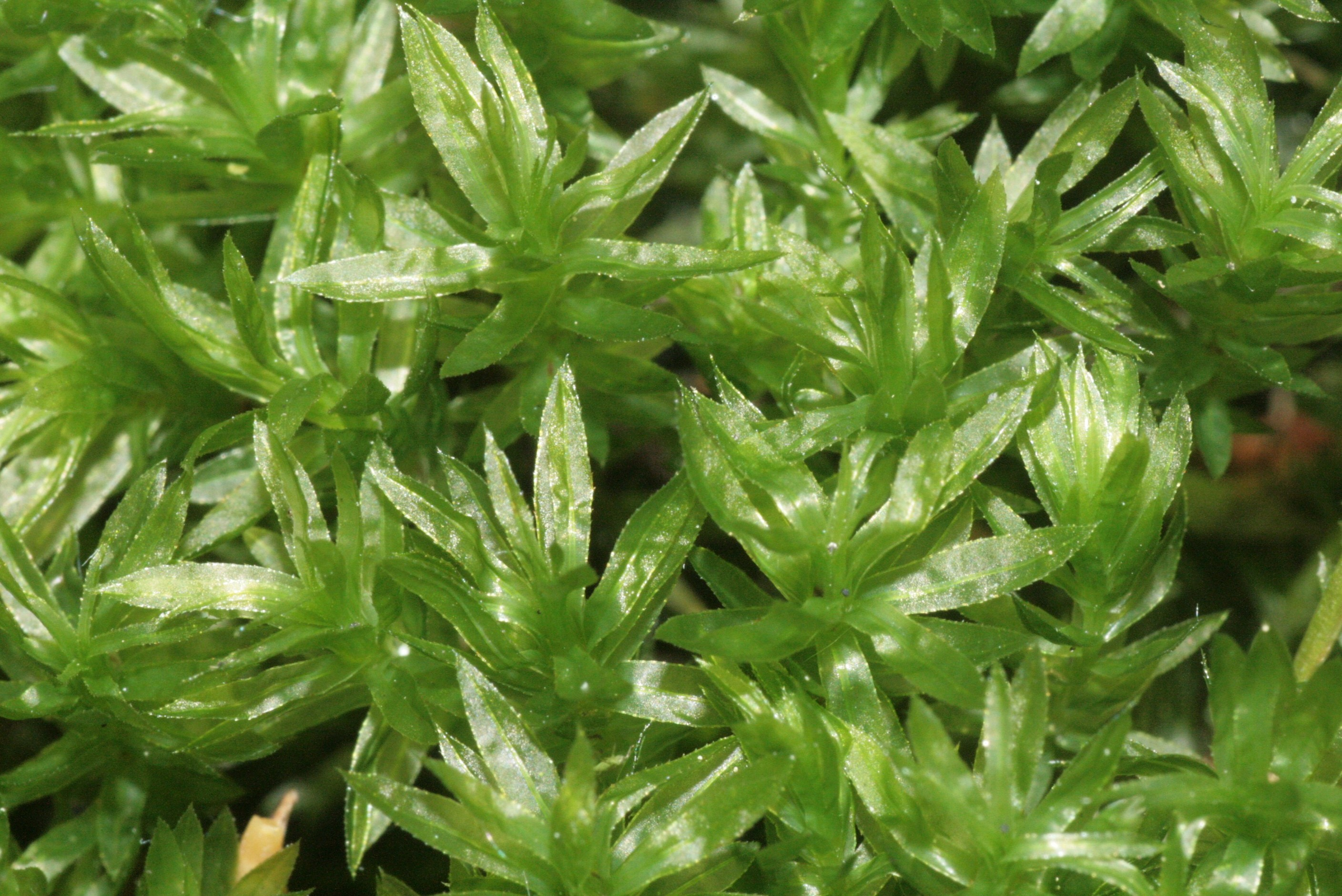
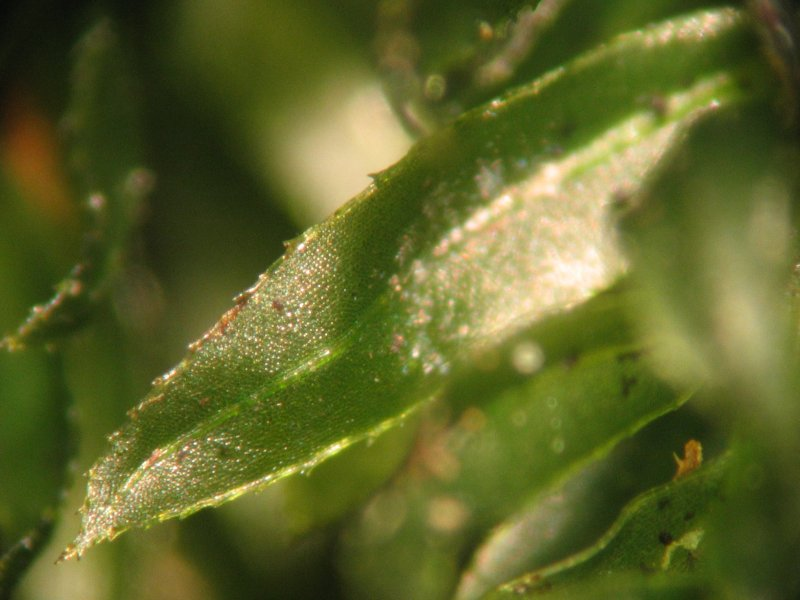